# Honduras
Honduras, oficialmente República das Honduras (português europeu) ou República de Honduras (português brasileiro) (em espanhol: República de Honduras), é um país da América Central, limitado a norte pelo Golfo das Honduras, e a leste pelo Mar do Caribe (por onde possui fronteira marítima com o território colombiano de San Andrés e Providencia), a sul pela Nicarágua, pelo Golfo de Fonseca e por El Salvador e a oeste pela Guatemala. Sua capital é Tegucigalpa.
O país abrigou várias culturas indígenas importantes, mais notavelmente os Maias. Cristóvão Colombo foi o primeiro europeu a visitar as Islas de la Bahía, na costa do país, desembarcando perto da atual cidade de Trujillo. Grande parte do país foi conquistado e colonizado pela Espanha no século XVI, que introduziu seu idioma, agora predominante, e muitos de seus costumes. Foi organizada como uma província do Reino de Guatemala e teve três capitais: Trujillo, Comayagua e, a partir de 1880, Tegucigalpa, que permanece até hoje. Tornou-se independente em 15 de setembro de 1821 e foi uma república desde o fim do domínio espanhol.
O território de Honduras é muito acidentado, formando-se por montanhas, planaltos, vales profundos e planícies extensas e férteis, atravessadas por rios navegáveis. Tudo isso contribui para a sua rica biodiversidade. Estima-se que existam cerca de 8 000 espécies de plantas, 276 répteis, 153 anfíbios, 771 aves e 220 espécies de mamíferos, distribuídos em diferentes regiões ecológicas em Honduras.
A população hondurenha é de 8,8 milhões de habitantes, de acordo com estimativas de 2016, fazendo deste o quinto país mais populoso da América Central, superado por Guatemala, Cuba, República Dominicana e Haiti. Sua área territorial é de 112 492 km², sendo o 101º maior país do mundo. A economia é voltada principalmente às atividades agrícolas, além do comércio, indústria, finanças e serviços públicos. A nação é dividida em 18 departamentos e seu Índice de Desenvolvimento Humano (IDH) de 0,632, é classificado como médio pelo Programa das Nações Unidas para o Desenvolvimento (PNUD) e seu Produto interno bruto (PIB) é 21,52 bilhões USD.
Quando ajustado à desigualdade de rendimentos, o seu Índice de Desenvolvimento Humano ajustado à desigualdade era de 0,472 em 2019.
Em 2022, segundo o Instituto Nacional de Estatística das Honduras (INE), 73% da população do país é pobre e 53% vive em extrema pobreza. O país é um dos mais desiguais da América Latina.

## Etimologia
A palavra Honduras vem do espanhol e significa "profundezas" (no singular, hondura), em referência às águas profundas no litoral sul do país.

## História
Os europeus chegaram ao território onde hoje se encontra Honduras no ano de 1500, quando da quarta viagem de Cristóvão Colombo. Colombo encontrou um território marcado pela presença da avançada civilização maia, e só após um período de guerra contra as forças indígenas (1523–1539) é que os Espanhóis lograram estabelecer uma colônia. A partir de 1570 o território onde hoje se encontra Honduras passou a estar sob a administração geral da Guatemala, também colônia espanhola.
Uma vez obtida a independência, da Espanha, em 1821, Honduras tornou-se parte do império de Augustín de Iturbide. O país liderou, a partir de 1824, a União ou República Federal das Províncias Unidas da América Central até 1838, ano em que se retiraram daquela federação, proclamando a total independência de Honduras a 5 de novembro do mesmo ano. A situação de Estado independente data do fim da união, após aqual uma ininterrupta sucessão de caudilhos dominou o país no restante do século XIX.
No início do século XX, o presidente liberal Miguel Rafael Dávila, aliado próximo da Nicarágua de José Santos Zelaya, proclamou com esta última a Grande República da América Central, que deveria levar a uma união dos estados da região e repelir os projetos expansionistas dos Estados Unidos. Os Estados Unidos reagiram dando apoio financeiro aos conservadores de Manuel Bonilla. Em um contexto de deterioração das relações comerciais, mercenários americanos organizaram uma incursão no porto de Acajutla; Davila os repeliu e tratou os prisioneiros como 'freebooters'. Os Estados Unidos então solicitaram novamente Manuel Bonilla contra ele. O navio de guerra USS Tacoma, em águas hondurenhas, forneceu apoio oportuno a Bonilla para derrubar o governo.
Em 1963, o exército derrubou o governo eleito de Ramón Villeda Morales, que havia sido popularizado pelo início da reforma agrária, a fim de substituir o Partido Nacional, que estava mais preocupado em satisfazer os interesses da oligarquia rural. El Salvador invadiu brevemente Honduras em julho de 1969 durante a "guerra do futebol", após uma partida de futebol ter exacerbado as tensões entre os dois países. Nos anos 70, o país era um dos mais pobres e desiguais do continente. A renda média de um hondurenho é de pouco mais de 250 dólares por ano, enquanto a metade da população tem que se contentar com 13% da renda nacional, com um privilegiado 5% recebendo um terço. O número de analfabetos é superior a 50%.
De 1972 a 1983, Honduras foi governada pelos militares. A influência dos Estados Unidos foi tão forte que o termo "proconsul" foi usado para se referir a seu embaixador. Nos anos 80, o governo Reagan usou o país como plataforma em sua guerra contra o governo sandinista na Nicarágua e a guerrilha de esquerda em El Salvador e na Guatemala. A ajuda militar americana a Honduras foi aumentada de US$ 4 milhões em 1981 para US$ 77,4 milhões em 1984. O país foi incluído, em 1983, nos planos de defesa da região proposto pelos Estados Unidos, servindo de base para treinamento de soldados, mas em 1984 o governo pediu revisão do Tratado de Aliança com esse país. Os Estados Unidos não estavam preparados para desistir de seu papel militar. Ao mesmo tempo em que, internamente, assinala que as forças governamentais hondurenhas cometem "centenas de violações dos direitos humanos (...), a maioria delas de motivação política", a CIA apoia os esquadrões da morte, particularmente o Batalhão 3–16, que torturam, assassinam ou desaparecem dezenas de sindicalistas, acadêmicos, camponeses e estudantes. Documentos desclassificados indicam que o Embaixador John Negroponte intervém pessoalmente para bloquear possíveis revelações desses crimes do Estado, a fim de evitar "criar problemas de direitos humanos em Honduras".
Em 1985, aumentou a tensão com a Nicarágua. O novo presidente, José Azcona Hoyo (1985–1990), abraçou um movimento pacifista levado a cabo pelos países da América Central. Ameaçou interromper a actividade dos "contra", assim como diminuir o poder dos militares. Honduras, no entanto, manteve-se economicamente dependente dos Estados Unidos, em 1989, Rafael Leonardo Callejas foi eleito presidente com o apoio norte-americano. A crise económica, a actividade guerrilheira de esquerda e as forças de segurança ficaram fora de controle, com 40 assassinatos e mais de 4 mil violações dos direitos humanos. Em 1991, o governo concedeu uma amnistia e iniciou negociações com guerrilheiros de esquerda.

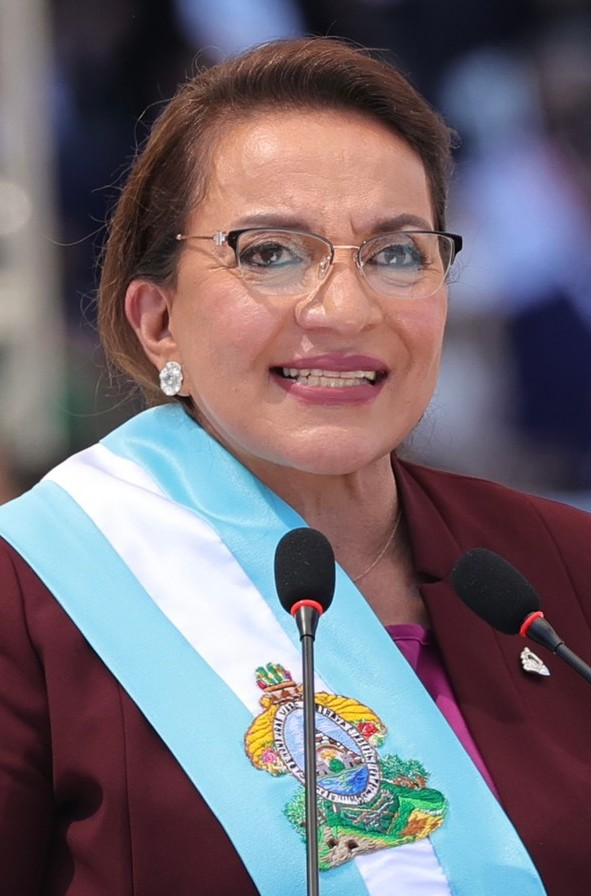
Xiomara Castro, a 56º e atual presidente do país.

Em 28 de Junho de 2009, o Presidente Manuel Zelaya foi destituído pela Suprema Corte e exilado pelo Exército hondurenho. O ato ocorreu em função do desejo de Zelaya de realizar uma consulta popular para perguntar aos hondurenhos se queriam que, em simultâneo com as eleições a realizar em Novembro de 2009, se realizasse também uma votação no sentido de decidir a criação de uma Assembleia Constituinte que reformasse a Constituição para aprovar reeleições o que é terminantemente proibido pela Constituição. Inicialmente a comunidade internacional, incluindo as Nações Unidas, considerou o ato como um golpe de estado, e criticou duramente o novo governo liderado por Roberto Micheletti. Entretanto, passaram a reconhecer que houve a aplicação integral da Constituição Hondurenha.
O Presidente Juan Orlando Hernández é reeleito em 2017 após uma votação considerada fraudulenta pela oposição e pelos observadores internacionais. O governo declara o estado de emergência. Cerca de 30 manifestantes foram mortos e mais de 800 presos. Segundo as Nações Unidas e a Comissão Interamericana de Direitos Humanos, "muitos deles foram transferidos para instalações militares, onde foram brutalmente espancados, insultados e às vezes torturados".

## Geografia

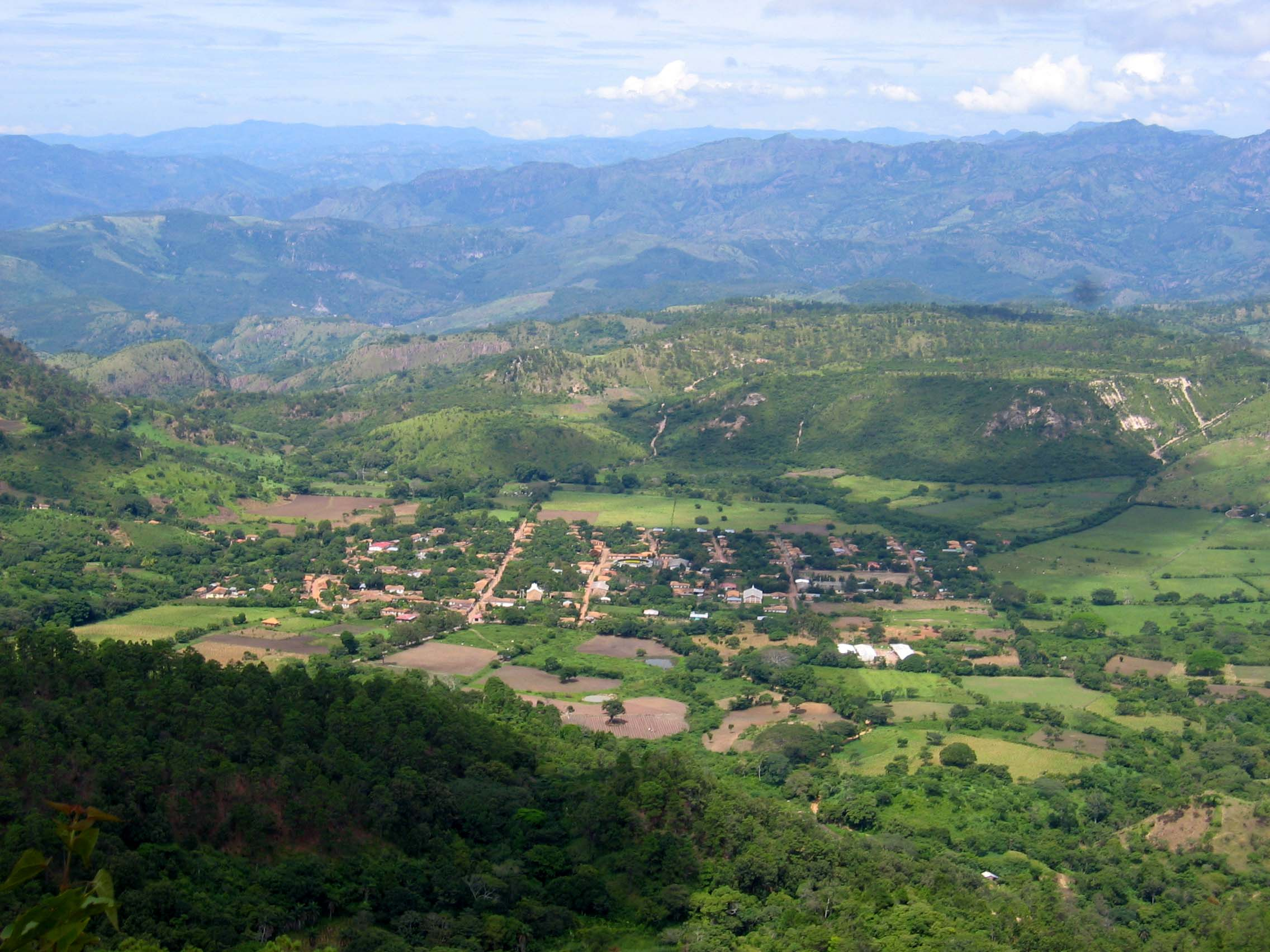
Duyure, no departamento de Choluteca.

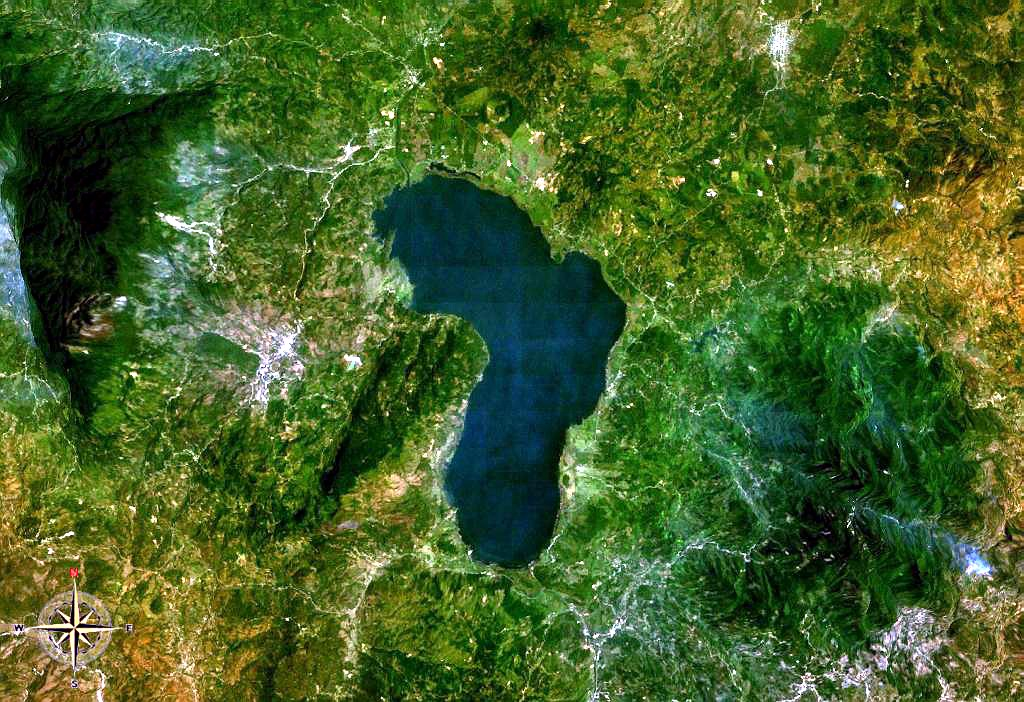
Lago de Yojoa

Honduras apresenta três regiões geográficas diferenciadas: as planícies do norte do país, que constituem uma faixa paralela à costa do Caribe; as terras baixas do sul, que margeiam a desembocadura do Rio Choluteca, no Golfo de Fonseca; e as montanhas do interior, cujas altitudes superam 2 500 m. O território hondurenho tem 650 km de litoral voltado para o Mar do Caribe e 95 km para o Oceano Pacífico.
A maioria da população é mestiça. A distribuição pelo território é homogénea, embora o nordeste seja menos povoado. As cidades concentram 53,7% dos habitantes. A média de filhos por mulher é alta, a mortalidade infantil moderada (32,1 por mil) e a população muito jovem: 42% são menores de 15 anos, ao passo que a situada entre os 15 e os 24 anos atinge aproximadamente 21%

### Relevo
É o país mais montanhoso da América Central, constituído de cadeias cortadas por uma depressão no sentido norte-sul. As cadeias do leste e do oeste (serras de Pija, de Yoro e de Paya), culminam com a altitude de 2 700 m (Cerro Las Minas) e se prolongam ao sul por maciços vulcânicos. Nas montanhas, os vales e as bacias interiores encontram-se entre 600 e 1 500 m de altitude.

### Hidrografia
Os rios de Honduras pertencem às vertentes do Atlântico e do Pacífico. A principal rede de drenagem encaminha-se para o mar das Antilhas. O rio Coco ou Segovia, na fronteira com a Nicarágua, é o mais extenso, com 275 km. Destacam-se ainda o Patuca, o Aguán, o Ulúa e o Sico. Entre os rios da vertente do Pacífico, o mais extenso é o Choluteca, com 241 km, que desemboca na baía de Fonseca. Além das lagunas costeiras, como a lagoa de Caratasca, existem diversos lagos, dos quais o mais importante é o de Yojoa, perto de San Pedro Sula.

### Vegetação
Predomina no país a vegetação tropical, nas planícies e baixas encostas. Nos vales e bacias entre as montanhas dominam florestas de pinheiros e de carvalhos. Em pequenas áreas, como a leste de Tegucigalpa, aparece a savana.
Desde 2014, a seca vem afetando Honduras. Este problema é agravado pela exploração dos recursos naturais a favor dos megaprojectos mineiros ou hidroeléctricos. Após o golpe de Estado de 2009, foram concedidas 89 concessões mineiras e hidroeléctricas, muitas vezes a empresas próximas do governo.
Mais de 130 ativistas ambientais foram assassinados entre 2009 e 2019, fazendo de Honduras um dos países mais perigosos para os ativistas ambientais.

## Demografia
Honduras tem uma população de 9 112 867 pessoas, conforme estimado pela ONU em 2016. Estima-se que 36,8% dos habitantes do país tenham 15 anos ou menos, em 2010, 58,9% tinham entre 15 e 65 anos, e 4,3% tinham 65 ou mais anos de idade.

### Religião
De acordo com um relatório, membros da Igreja Católica Romana estão em declínio, enquanto membros das igrejas protestantes estão em crescimento. O Relatório Internacional de Liberdade Religiosa de 2008, observa que uma pesquisa do CID Gallup informou que 47% da população se identifica como católicos, 36% como evangélicos protestantes e 17% consideravam-se de outras religiões.
A maioria das pesquisas de opinião sugerem que uma pesquisa anual seria o melhor método de saber a demografia religiosa e variações em qualquer país. Ainda assim, em Honduras, estão em ascensão a Igreja Anglicana, Presbiteriana, Metodista, Adventista do Sétimo Dia, Luterana, Santos dos Últimos Dias (Mórmons) e igrejas pentecostais. Há seminários protestantes. A Igreja Católica, ainda a única igreja que é reconhecida, também está prosperando no número de escolas, hospitais e instituições pastorais (incluindo a sua própria escola de medicina). Seu arcebispo, Oscar Andres Rodriguez Maradiaga, é também muito popular, tanto com o governo, outras igrejas e em sua própria igreja. Existem praticantes do budismo, judaísmo, islã, bahaísmo e crenças indígenas e de matriz africana.

## Política
Honduras é dividida administrativamente em 1 Distrito Central (Tegucigalpa e Comayagüela) mais 18 departamentos: Atlántida, Choluteca, Colón, Comayagua, Copán, Cortés, El Paraíso, Francisco Morazán, Gracias a Dios, Intibucá, Islas de la Bahía, La Paz, Lempira, Ocotepeque, Olancho, Santa Bárbara, Valle, Yoro.
Poder Executivo: O Presidente da República é eleito pelo voto popular para mandato de 4 anos. O Gabinete é formado pelas seguintes Secretarias: de Governo e Justiça, da Educação, de Obras Públicas, Transporte e Habitação, da Cultura, Artes e Esportes, Agricultura e Pecuária, Técnica e de Cooperação Internacional, de Recursos Naturais e Ambiente, de Relações Exteriores, da Indústria e Comércio e Turismo, das Finanças, da Defesa Nacional, do Trabalho e Seguridade Social, da Saúde Pública.
Porfirio Lobo, do Partido Nacional (PN), tomou posse em janeiro de 2010. Novas eleições estão previstas para 27 de novembro de 2013.
Poder Legislativo: A Assembleia Nacional é unicameral, composta por 128 membros eleitos pelo voto popular para mandato de 4 anos. Os principais partidos são o Partido Liberal (PL), Partido Nacional (PN), Partido da Inovação Nacional e Unidade Social Democrata (PINU-SD), Partido Democrata Cristão (PDC) e Partido da Unificação Democrática (PUD).
Poder Judiciário: Os juízes da Corte Suprema de Justiça são eleitos pela Assembleia Nacional para mandato de 7 anos.

### Política externa
Honduras é, e sempre foi, alinhado com os Estados Unidos da América. A negociação da renovação do TPS (Temporal Protection Status) é o ponto prioritário da agenda externa do país, uma vez que cerca de 300 000 hondurenhos vivem na América do Norte.
Recentemente, houve tensões com Cuba, por ter sido Honduras que apresentou, na Comissão de Direitos Humanos da ONU, moção de censura à ilha caribenha, apesar de contar com cerca de 500 médicos cubanos que prestam cooperação neste país. Cuba abriu Embaixada em Tegucigalpa em 2002, mas Honduras ainda não nomeou Embaixador em Havana, mantendo apenas Encarregado de Negócios naquela Capital.
O país continua a ser grande receptor de assistência externa, especialmente da União Europeia, do Japão e de Taiwan, país com o qual mantém relações diplomáticas plenas (há Embaixador de Taiwan residente em Tegucigalpa).
Em termos de relações com os vizinhos, houve avanços positivos nas relações com El Salvador, tradicionalmente tensas em função de dificuldades relativas à delimitação fronteiriça terrestre e marítima, que abriram caminho para a possibilidade de novos investimentos salvadorenhos em Honduras. Permanecem tensões com a Nicarágua, relativas à delimitação da plataforma continental, bem como a respeito de redução de armamentos. O Governo sempre menciona a sua disposição de potencializar as negociações no âmbito dos sistemas SICA (Sistema da Integração Centro Americana) e SIECA (Sistema de Integração Econômica Centro-americano), as quais têm avançado muito lentamente, embora já tenham sido facilitados trâmites aduaneiros e criados documentos únicos a serem preenchidos nas fronteiras.
O orçamento militar de Honduras triplicou desde o golpe de Estado de 2009. Os Estados Unidos também prestam assistência militar ao Estado hondurenho e utilizam bases militares no país como plataforma de lançamento para intervenções na região.

## Subdivisões

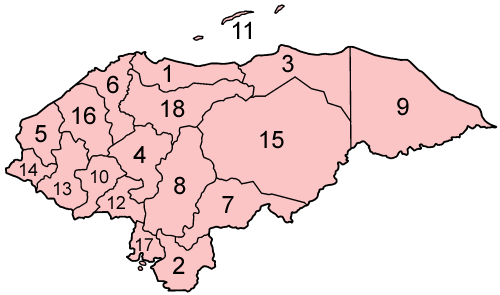

As Honduras são divididas em 18 departamentos:
1. Atlántida
2. Choluteca
3. Colón
4. Comayagua
5. Copán
6. Cortés
7. El Paraíso
8. Francisco Morazán (departamento)
9. Gracias a Dios
10. Intibucá
11. Ilhas da Bahia
12. La Paz
13. Lempira
14. Ocotepeque
15. Olancho
16. Santa Bárbara
17. Valle
18. Yoro

Os departamentos estão subdivididos em 298 municípios.

## Economia

Principais produtos de exportação de Honduras em 2019.

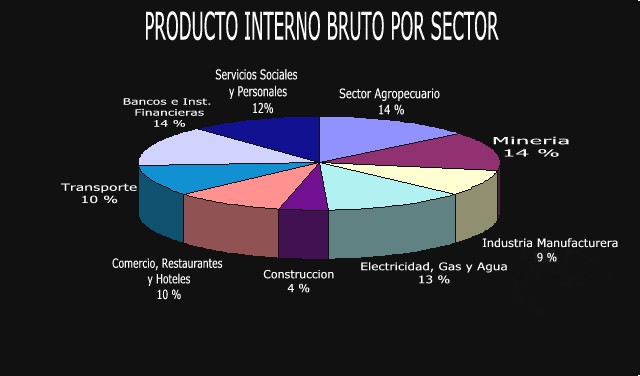
Produto interno bruto por setor.

Honduras é um dos países mais pobres e menos desenvolvidos das Américas. A agricultura é um ponto importante em sua economia, empregando quase dois terços de sua mão de obra.
Os principais produtos da pauta de exportações são: café, banana e camarão.
Principais Setores na Composição do Produto Interno Bruto:
- Agricultura: 12,8%
- Indústria: 31,9%
- Serviços: 55,3%

Exportação:
- USD 1,3 bilhão (2002)
- Pauta de exportação: café, bananas, camarões, lagostas, carne, zinco e madeira
- Destino: Estados Unidos 69,5%, El Salvador 3%, Guatemala 2% (2002)

Importação:
- USD 2,7 bilhões (2002)
- Pauta de importação: máquinas e equipamentos para transporte, matérias primas para indústria, produtos químicos, combustíveis e produtos alimentícios
- Origem: Estados Unidos 55,3%, El Salvador 4,3%, México 4,2% (2002)

Seus principais parceiros comerciais são os Estados Unidos, a Guatemala, o Japão, El Salvador, a Alemanha, a Bélgica e o Reino Unido.
O país é um dos mais desiguais da América Latina.
As exportações mineiras valeram USD 293 milhões em 2021. A ONG Fosdeh assinala que a extracção de minérios e hidrocarbonetos está a "mudar a geografia" das Honduras: com as concessões mineiras em curso, a área destinada à extracção poderá atingir 5% do território nacional nos próximos anos.

## Infraestrutura

### Educação
O sistema educacional em Honduras é administrado pelo Ministério da Educação. A educação é dividida de acordo com as necessidades de aprendizagem e as idades dos alunos, sendo que sua estrutura dar-se-á nos seguintes níveis: pré-básico, básico, intermediário e superior. A educação em Honduras é dividida de acordo com as necessidades de aprendizagem e as idades dos alunos nos seguintes níveis: pré-básico, básico, intermediário e superior.
Cerca de 83,6% da população é alfabetizada. Em 2014, a taxa líquida de escolarização primária era de 94% e a taxa de conclusão da escola primária era de 90,7%. Honduras tem escolas bilíngues (espanhol e inglês) e até trilíngues (espanhol com inglês, árabe ou alemão) e várias universidades. O ano letivo se inicia em fevereiro e termina em novembro, o que compreende um total de quarenta semanas de aulas e um mínimo de cerca de duzentos dias letivos, no nível da rede pública de ensino.
O ensino superior é administrado pela Universidade Nacional Autônoma de Honduras, que tem centros nas cidades hondurenhas mais importantes.

## Cultura
O esporte mais popular nas Honduras é o futebol. O maior feito do país, no mesmo, foi conseguir a classificação para a Copa do Mundo de Futebol nas edições de 1982, 2010 e 2014.

### Culinária
A culinária hondurenha é uma fusão da culinária indígena Lenca, espanhola, caribenha e africana. Também há pratos do povo Garifuna. Coco e leite de coco são destaques em pratos doces e salgados. As especialidades regionais incluem peixe frito, tamales e carne assada.
Outros pratos populares incluem: carne assada com chismol, frango com arroz e milho e peixe frito com cebola em conserva e jalapeños. Alguns frutos do mar e algumas carnes são preparados nas áreas costeiras e nas ilhas da baía, envolvendo leite de coco. As sopas que os hondurenhos apreciam incluem sopa de feijão, sopa mondongo (sopa de tripas), sopas de frutos do mar e sopas de carne. Geralmente essas sopas são servidas misturadas com banana, mandioca e repolho e servidas com tortilhas de milho.
Outros pratos típicos são os montucas ou tamales de milho, tortilhas recheadas e tamales envoltos em folhas de bananeira. Os pratos típicos hondurenhos também incluem uma abundante seleção de frutas tropicais como mamão, abacaxi, ameixa, sapote, maracujá e banana, preparadas de várias maneiras e ainda verdes.